# Rhamphobrachium agassizi
Rhamphobrachium agassizi är en ringmaskart som beskrevs av Ehlers 1887. Rhamphobrachium agassizi ingår i släktet Rhamphobrachium och familjen Onuphidae. Inga underarter finns listade i Catalogue of Life.